# Grant Teichmann
Grant Teichmann (* 6. August 1996) ist ein deutsch-US-amerikanischer Basketballspieler.

## Laufbahn
Teichmann entstammt einer Sportlerfamilie: Ein Bruder sowie sein Vater spielten American Football an der University of Tennessee at Chattanooga, ein weiterer Bruder gehörte der Basketballmannschaft der Freed-Hardeman University an, ein dritter Bruder arbeitet als Basketballtrainer. Er wuchs in Brentwood im US-Bundesstaat Tennessee auf und spielte Basketball an der örtlichen Schule. Von 2015 bis 2017 studierte er an der Freed-Hardeman University und spielte für deren Basketballmannschaft in der Hochschulliga NAIA. Teichmann stand für Freed-Hardeman in 63 Spielen auf dem Feld und erzielte im Schnitt 7,5 Punkte je Begegnung.
Zum Spieljahr 2017/18 wechselte er in die zweite NCAA-Division an die Carson-Newman University. Auch dort tat sich Teichmann als guter Distanzwerfer mit gutem Auge für den Nebenmann aus. In seinem zweiten und letzten Spieljahr im Hemd der Carson-Newman University erzielte er im Schnitt 14,5 Punkte pro Begegnung, sammelte 4,5 Rebounds ein und bereitete 4,7 Korberfolge seiner Mannschaftskollegen vor. Teichmann traf im Verlauf der Saison 2018/19 68 seiner 161 Dreipunktwürfe.
Anfang Juni 2019 wurde er als Neuzugang beim deutschen Zweitligisten USC Heidelberg vorgestellt. Aufgrund der Ausbreitung des Coronavirus SARS-CoV-2 wurde der Spielbetrieb Mitte März 2020 vorerst unterbrochen, Teichmann kehrte angesichts der Pandemie in die Vereinigten Staaten zurück. Er stand für die Heidelberger in 28 Ligaspielen auf dem Feld und erzielte im Durchschnitt 3,6 Punkte je Begegnung.
Im Oktober 2020 wurde er vom deutschen Zweitligisten Wiha Panthers Schwenningen verpflichtet. Er stand für Schwenningen in 31 Spielen auf dem Feld und erzielte 4,6 Punkte je Begegnung. Im Sommer 2021 wurde zunächst ein Wechsel Teichmanns zum Drittligaverein SG ART Giants Düsseldorf vermeldet, der sich nicht bestätigte. Er wurde schließlich von den Dresden Titans (wie Düsseldorf in der 2. Bundesliga ProB) verpflichtet. Mit Dresden wurde er im Mai 2022 Meister der 2. Bundesliga ProB und war mit 14,2 Punkten je Begegnung bester Korbschütze der Sachsen in der Saison 2021/22. Teichmanns 93 getroffene Dreipunktewürfe waren in der Liga der zweithöchste Wert. Anschließend trat er mit Dresden in der 2. Bundesliga ProA an. Er verließ die Sachsen nach dem Ende des Spieljahres 2023/24.
Im Juli 2024 wurde Teichmanns Wechsel zum Zweitligisten Düsseldorf bekannt. Für die Mannschaft kam er in 34 Einsätzen auf einen Durchschnitt von 7,4 Punkten. Die Rheinländer zogen sich im Anschluss an die Saison 2024/25 aus der Liga zurück, Teichmann schloss sich dem Zweitligarückkehrer Paderborn Baskets an.